# Ядерна енергетика Саудівської Аравії
Саудівська Аравія не має атомних електростанцій. Проте в країні є плани щодо створення вітчизняної атомної промисловості в очікуванні високих темпів зростання внутрішнього споживання енергії. Метою уряду є використання атомних станцій для заміни електростанцій, що працюють на нафті, таким чином звільнивши нафту для експорту.
Програма Саудівської Аравії вважається другою за розвиненістю в арабському світі після їхнього сусіда по Перській затоці Об’єднаних Арабських Еміратів. У 2010 році було засновано Центр атомної та відновлюваної енергії короля Абдалли (KAcare) для спостереження за ядерною програмою Саудівської Аравії під керівництвом його президента Хашима Абдалли Ямані (колишнього міністра енергетики та торгівлі). KAcare представлятиме Саудівську Аравію в МАГАТЕ та відповідатиме за атомну енергетику Саудівської Аравії, нагляд за виробництвом ядерної енергії та управління ядерними відходами.

## Історія
Саудівська Аравія не має потужностей для виробництва палива і буде залежати від ядерного палива зі світового ринку. У 2010 році було підписано угоду з Toshiba і Shaw про будівництво реакторів у Саудівській Аравії та з Exelon про управління ядерними установками. Група використовуватиме або ABWR, або Westinghouse AP1000.
У лютому 2011 року Саудівська Аравія підписала свою першу ядерну угоду з Францією, лідером експорту ядерних технологій. Очікується, що найближчим часом Саудівська Аравія побудує низку ядерних реакторів за допомогою Франції, щоб розширити Місто атомної та відновлюваної енергії короля Абдалли, присвячене дослідженням і мирному використанню ядерної енергії.
У березні 2015 року був підписаний меморандум про взаєморозуміння між Саудівською Аравією та Південною Кореєю. Це може призвести до будівництва щонайменше двох південнокорейських реакторів SMART у Саудівській Аравії. SMART означає System-integrated Modular Advanced ReacTor.
У 2017 році Китайська національна ядерна корпорація (CNNC) підписала меморандум про взаєморозуміння (MoU) з Геологічною службою Саудівської Аравії, де дві країни співпрацювали для виявлення перспективних родовищ урану. Завершена наприкінці 2019 року робота геологів виявила, що вони здатні виробляти 90 000 тонн урану. У вересні 2020 року The Guardian на основі конфіденційної доповіді, підготовленої CNNC і Пекінським науково-дослідним інститутом геології урану (BRIUG), повідомила, що Саудівська Аравія має достатньо запасів уранової руди для внутрішнього виробництва ядерного палива. Частина родовищ була виявлена в північно-західному регіоні країни, де планувалося побудувати місто Неом. Проте занепокоєння щодо інтересу Королівства до програми створення атомної зброї посилювалося, посилаючись на відсутність прозорості Саудівської Аравії.
У квітні 2019 року МАГАТЕ підтвердило, що Саудівська Аравія, ймовірно, матиме функціонуючий ядерний реактор протягом року, але не погодилося на інспекції МАГАТЕ.
У січні 2023 року міністр енергетики Саудівської Аравії принц Абдулазіз бін Салман заявив, що Саудівська Аравія планує використовувати уран внутрішнього походження у своїй майбутній атомній енергетиці, включаючи розробку повного ядерного паливного циклу. Він сказав, що «це включатиме весь ядерний паливний цикл, який включає виробництво жовтого кеку, низькозбагаченого урану та виробництво ядерного палива як для нашого національного використання, так і, звичайно, для експорту».

## Зовнішні посилання
- Nuclear Power in Saudi Arabia